# Lufttransportdienst des Bundes

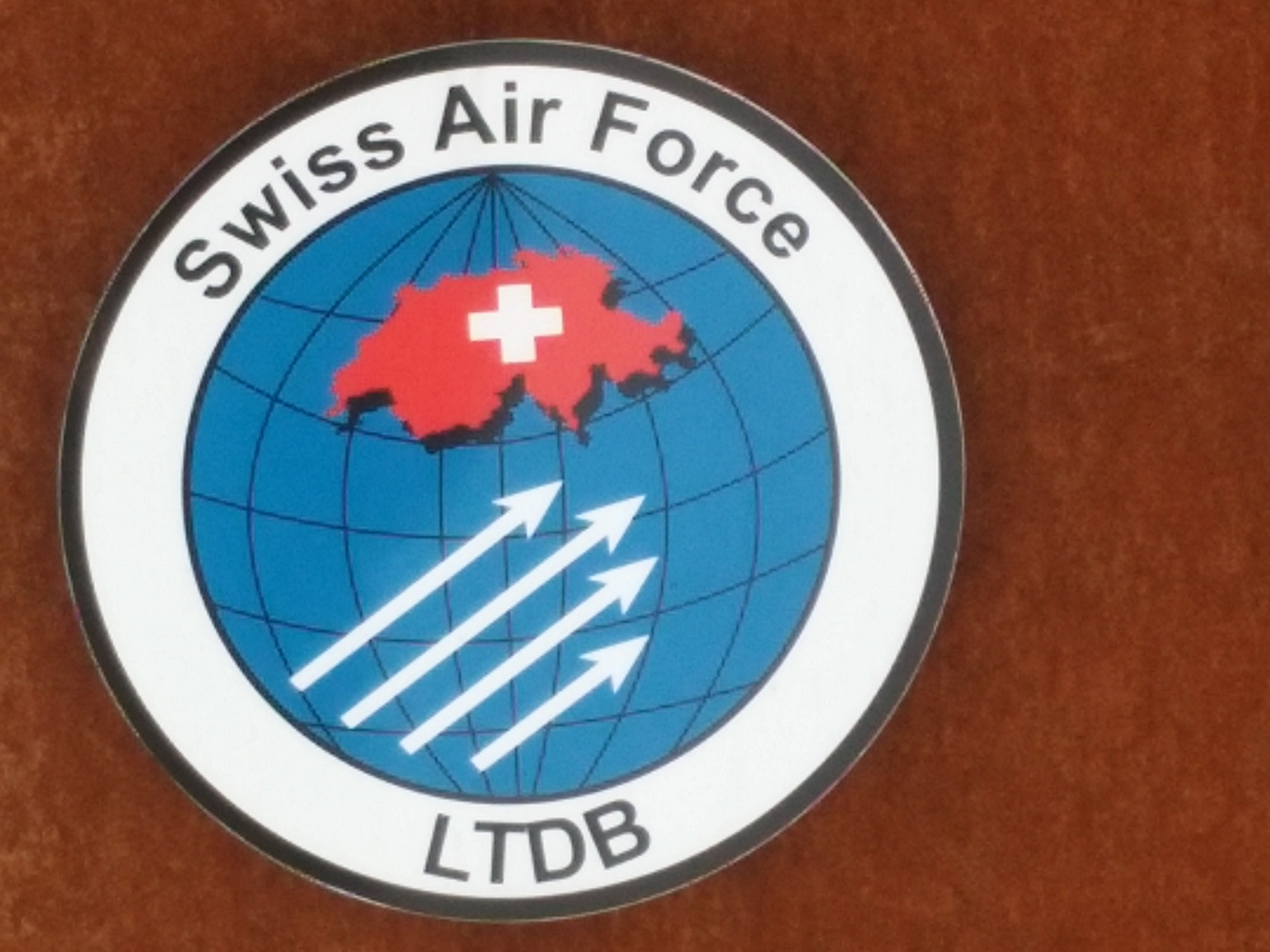
Emblem des LTDB

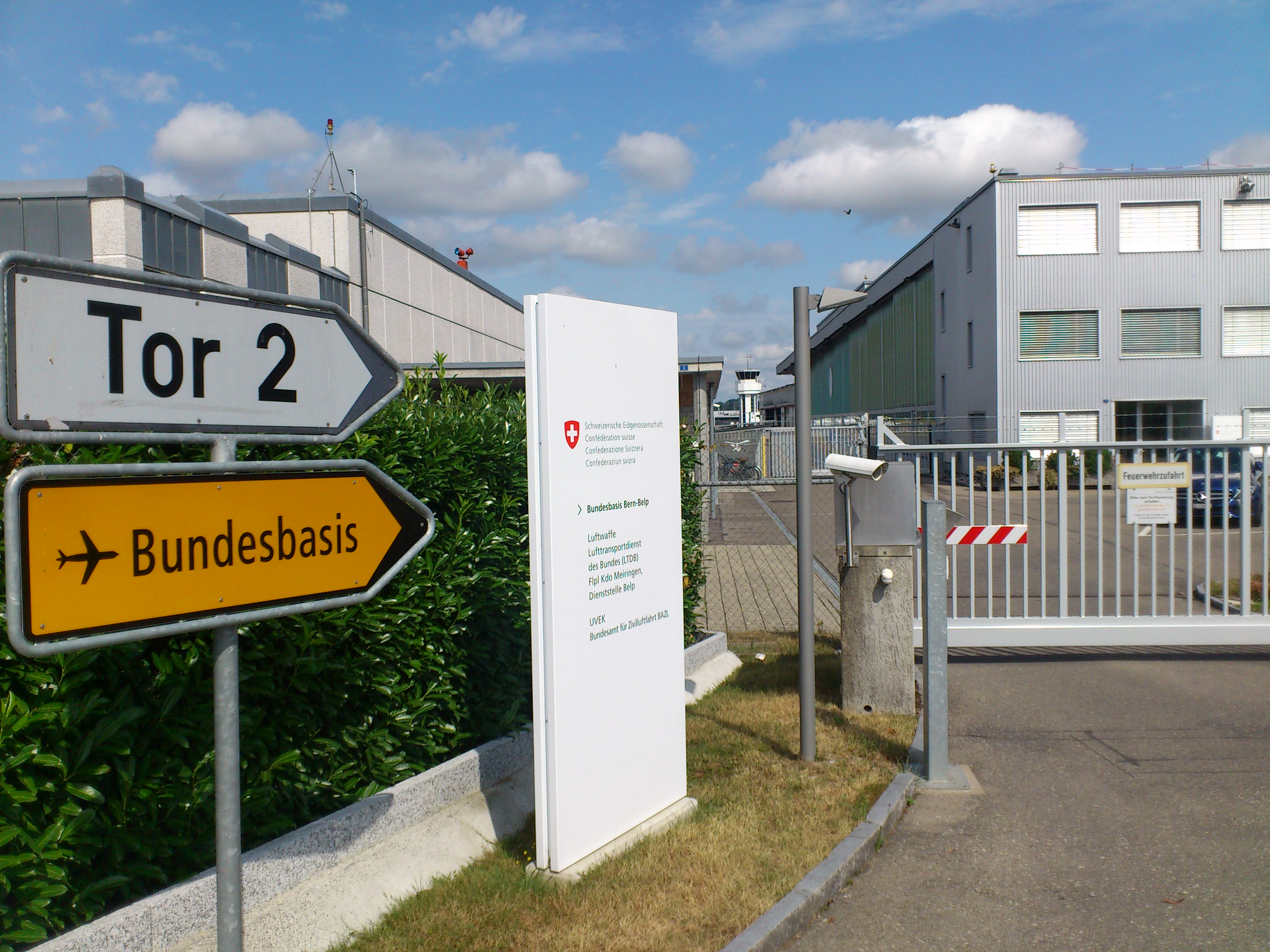
Eingang zur Bundesbasis Bern-Belp

Der Lufttransportdienst des Bundes (LTDB; französisch Service de transport aérien de la Conféderation, STAC) betreibt die Flugzeuge und Helikopter der Schweizer Regierung.
Die Dienststelle befindet sich auf dem Flughafen Bern-Belp. Seit 2005 gehört sie zur Schweizer Luftwaffe. Davor war sie dem Bundesamt für Zivilluftfahrt zugeordnet.

## Geschichte
Mit der Bestellung von Messerschmitt Bf 109 Jagdflugzeugen 1938 bestellte die Schweizer Luftwaffe auch 15 Messerschmitt Bf 108B Taifun, um die Piloten umzuschulen. Mit ihrer vierplätzigen Kabine erhielten die Me-108 die Nebenaufgabe, hohe Militärs zwischen den Militärflugplätzen zu transportieren. Nach dem Krieg wurden damit auch ausländische Staatsgäste transportiert.
Mitte der 1950er-Jahre häuften sich die Ermüdungsschäden. Daher beschaffte die Luftwaffe als Ersatz drei Beechcraft E-50 Twin Bonanza. Mit diesen wurden auch Bundesräte transportiert. Die Flugzeuge leisteten 30 Jahre ihren Dienst. Bis zur Einführung des Super Pumas nahmen auch drei Junkers Ju-52, die 1939 beschafft wurden, nebst anderen Aufgaben diese Aufträge war. 1987 übernahm die Luftwaffe von der Rega zwei Learjet 35A. Eine dieser Maschinen blieb bis 2006 im Dienst der Luftwaffe.
Mit der Zusammenlegung der Flotte des Bundesamtes für Zivilluftfahrt, das für Staatsflüge zuständig war, übernahm die Luftwaffe am 1. Januar 2005 diese Aufgabe und damit auch ein Teil der Luftfahrzeuge. Diese erhielten, wie zum Beispiel die SA365N Dauphin, ein militärisches Kennzeichen.

## Flotte

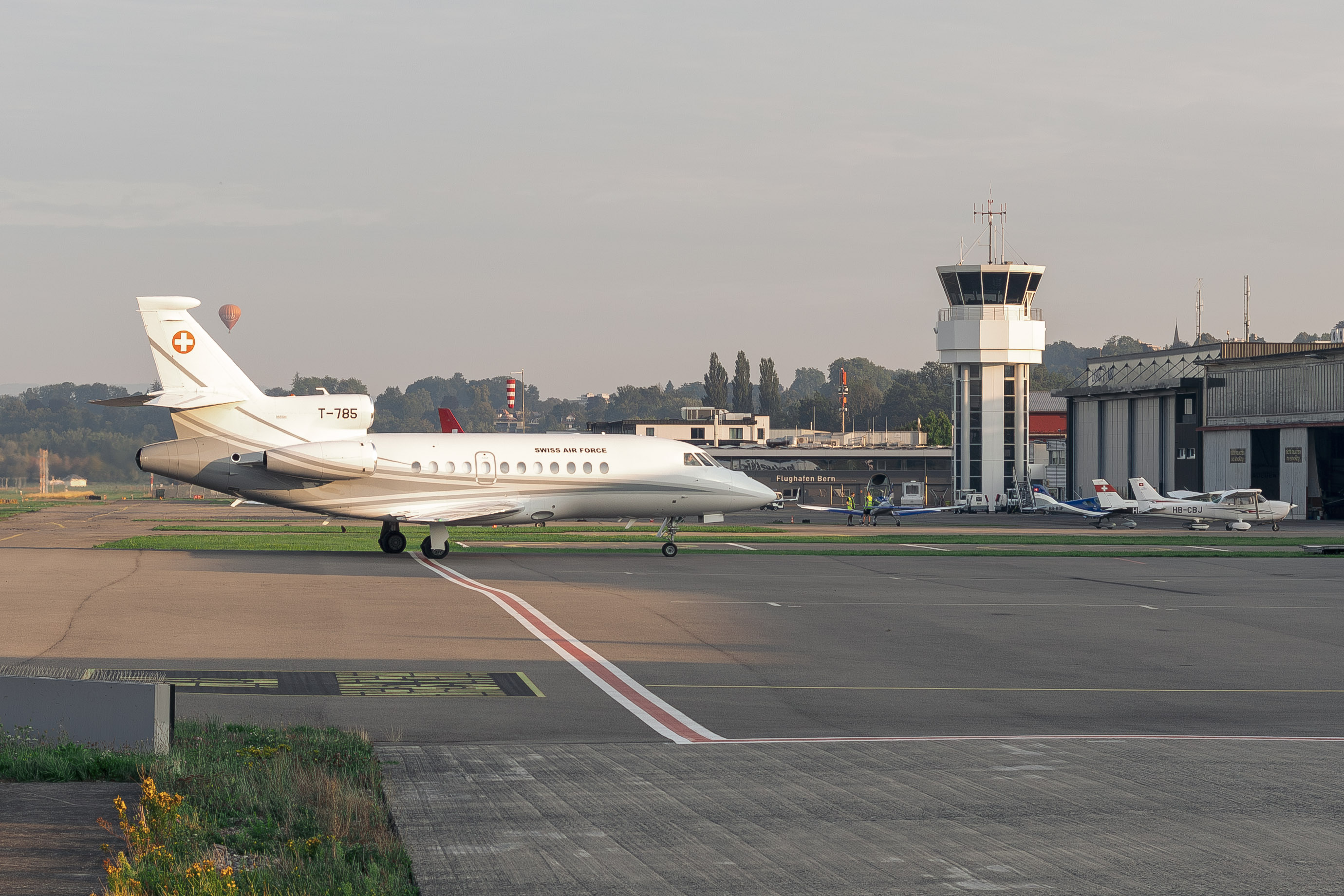
Bundesratsjet Dassault Falcon 900 T-785 auf dem Flugplatz Belp (2025)

Die Flotte des Lufttransportdienstes umfasst zwei Jets, drei Turbopropflugzeuge und zwei Helikopter. Erstere werden hauptsächlich für den VIP-Transport, insbesondere von Mitgliedern des Bundesrats verwendet, weshalb sie im Volksmund oft Bundesratsjets genannt werden. Sie werden aber auch für andere Zwecke verwendet, zum Beispiel für Ausschaffungen oder zur Unterstützung von internationalen friedenserhaltenden Massnahmen. Bei den beiden Jets handelt sich um je eine Maschine der Typen Dassault Falcon 900EX (militärisches Luftfahrzeugkennzeichen T-785) und Cessna Citation Excel (T-784). Die Dassault Falcon 900 bietet bis zu 14 Passagieren Platz, die Cessna Citation Excel bis zu sechs Passagieren. Die Flugzeuge wurden im September 2002 beziehungsweise im Mai 2013 in Dienst gestellt. Um die Cessna zu ersetzen, bestellte der Bundesrat im August 2023 eine Bombardier Global 7500. Die neue Bombardier (T-787) stand ab Ende Januar 2025 im Dienst und besitzt ein Selbstschutzsystem.

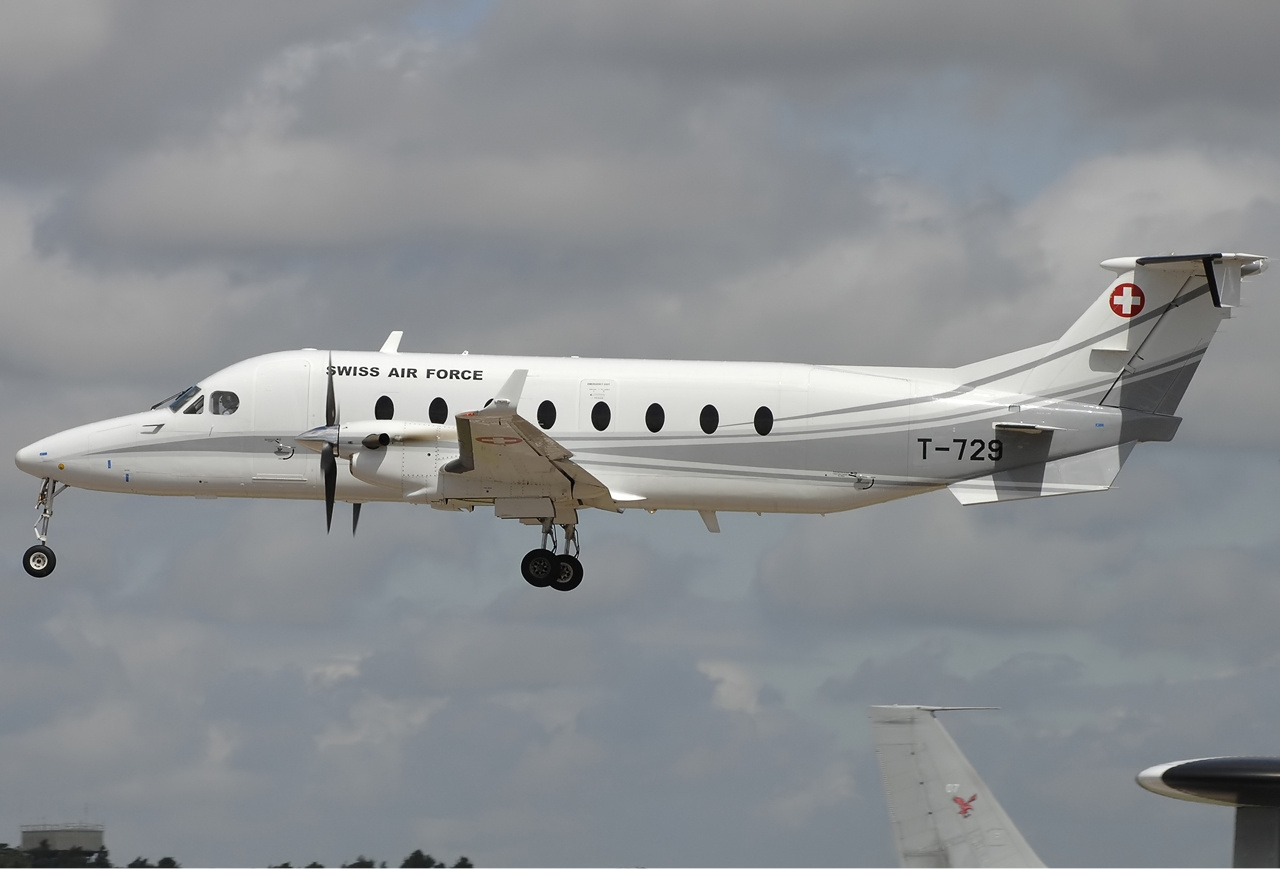
Beech 1900D T-729 (2009)

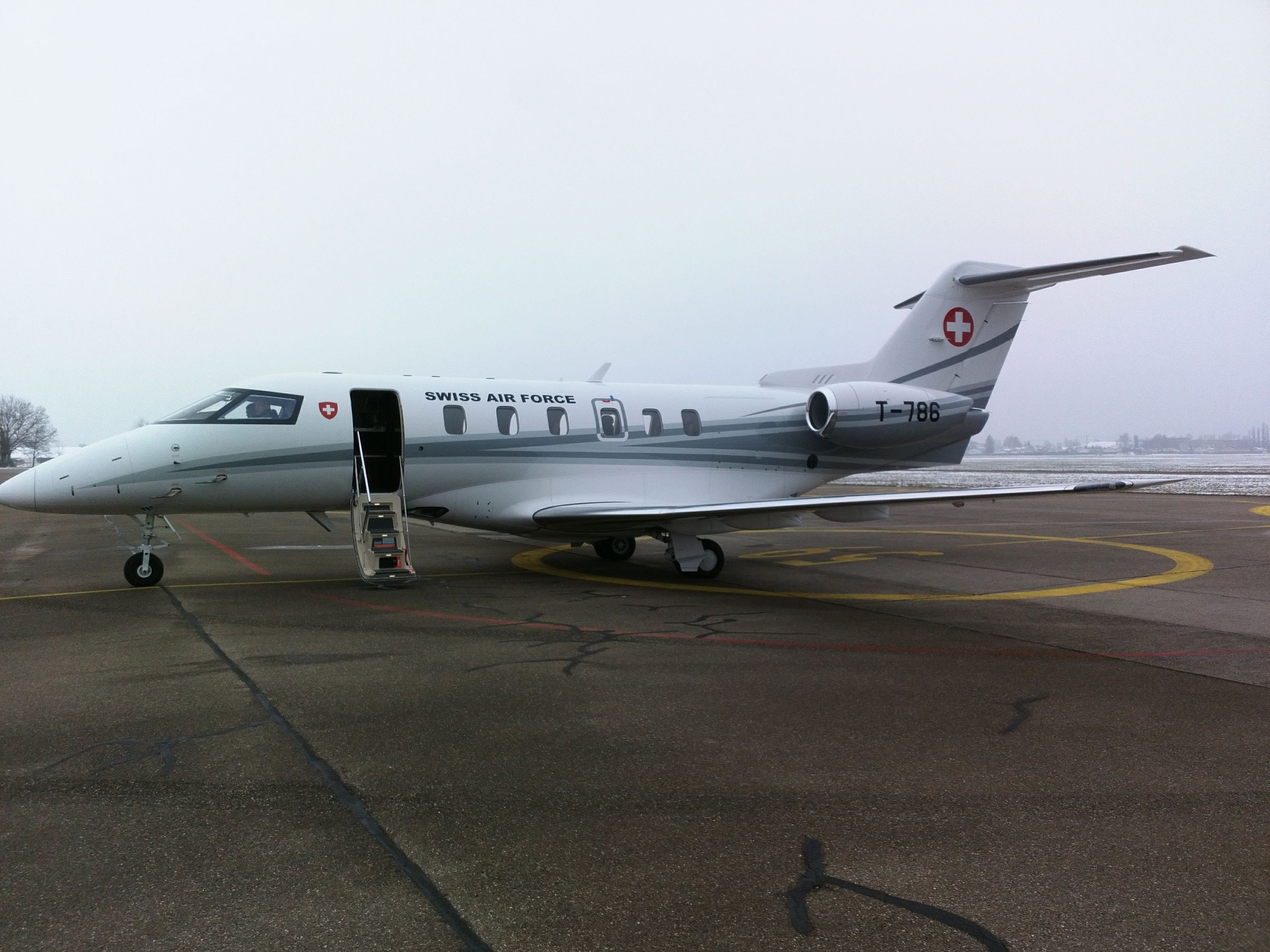
PC-24 T-786 (2019)

Die beiden Turboprops DHC-6 Twin Otter (T-741) und Beechcraft King Air (T-721) werden üblicherweise nicht für VIP-Flüge verwendet, sondern zum Transport anderer Passagiere sowie für die Landestopographie. Die Beechcraft 1900 (T-729) wird abgesehen von der Landestopographie für dieselben Aufgaben verwendet. Bei Bedarf kann die Luftwaffe respektive der Lufttransportdienst des Bundes auch die Pilatus PC-12 HB-FOG der Armasuisse für Transportaufgaben nutzen.
Die Beechcraft 1900 wurde 2019 durch zwei CL604 (T-751 und T-752) ersetzt. Diese übernahm die Luftwaffe von der REGA (T-751 ab April 2019, T-752 ab Juni 2019).
Als Helikopter werden vor allem die beiden eigenen Eurocopter EC 135 (T-351 und T-352) eingesetzt.
Die Luftwaffe betreut auf dem Flughafen Belp auch die Flugzeuge des Bundesamtes für Zivilluftfahrt, die dort ihren Heimatflugplatz haben. Dabei handelt es sich um folgende Flugzeuge und Helikopter:
- HB-GPC Beechcraft Baron 58
- HB-KEY Robin DR 400 / 500
- HB-KEZ Robin DR 400 / 500
- HB-KIA Beechcraft Bonanza A36
- HB-POP Piper PA-46 350P Malibu Mirage
- HB-XQE Agusta A109E
- HB-XVA Eurocopter AS 350B2
- HB-ZKO Agusta A119
- HB-FWA Pilatus PC-12[6][7]